# 羅東森林鐵路
羅東森林鐵道，簡稱羅東林鐵，是一條連絡臺灣羅東林場（今羅東林業文化園區）與太平山林場（今太平山國家森林遊樂區）的鐵道路線，於土場承接來自太平山森林鐵路的林木並將之運至竹林，同時兼辦鐵路客運業務。該鐵路於1924年通車，並在1979年結束營運。

## 興建經過

### 緣由
在該鐵路建築之前，太平山林場之舊太平山部份即已開始生產，但受限於地形且缺乏陸路運輸，僅能利用濁水溪（今蘭陽溪）溪水將原木流放至位在下游的員山（該運送方式稱為管流輸送法）。此方法不僅效率不彰，且易使木材在運送過程中流失受損，故擬興築有效陸運系統。另外，台灣電氣株式會社於1922年希望在蘭陽溪建立蘭陽發電廠進行發電，此舉勢必影響管流輸送。因此台灣總督府在1921年決定將營林所出張所自宜蘭移轉至羅東，並將運材方式改為鐵道輸運。

### 路線興建
全線起自太平山林場的土場，止於位在羅東的竹林車站，共計36.69公里。全線設有7座隧道與22座橋梁。最大坡度2.5%。

#### 土場至天送埤
由台灣電氣株式會社出資興築，完成於1921年。該路段沿溪而建，遇溪架橋，營運極易受洪水衝擊而中斷。天送埤車站現存轉車盤一具，即為此路段中斷時所用，以維持與羅東之間的客運。

#### 天送埤到歪仔歪
租用原屬台南製糖的鐵路路線。

#### 歪仔歪至竹林
於1924年完成；當時的街長陳純精極力促成此段鐵路的興築，使原先設於員山的貯木場、林業辦公室等得以移至羅東，開啟了羅東往後數十年的繁華。

#### 竹林至羅東火車站
為便利客運，於1970年完成竹林至羅東車站北側間的連絡路線。

## 營運沿革

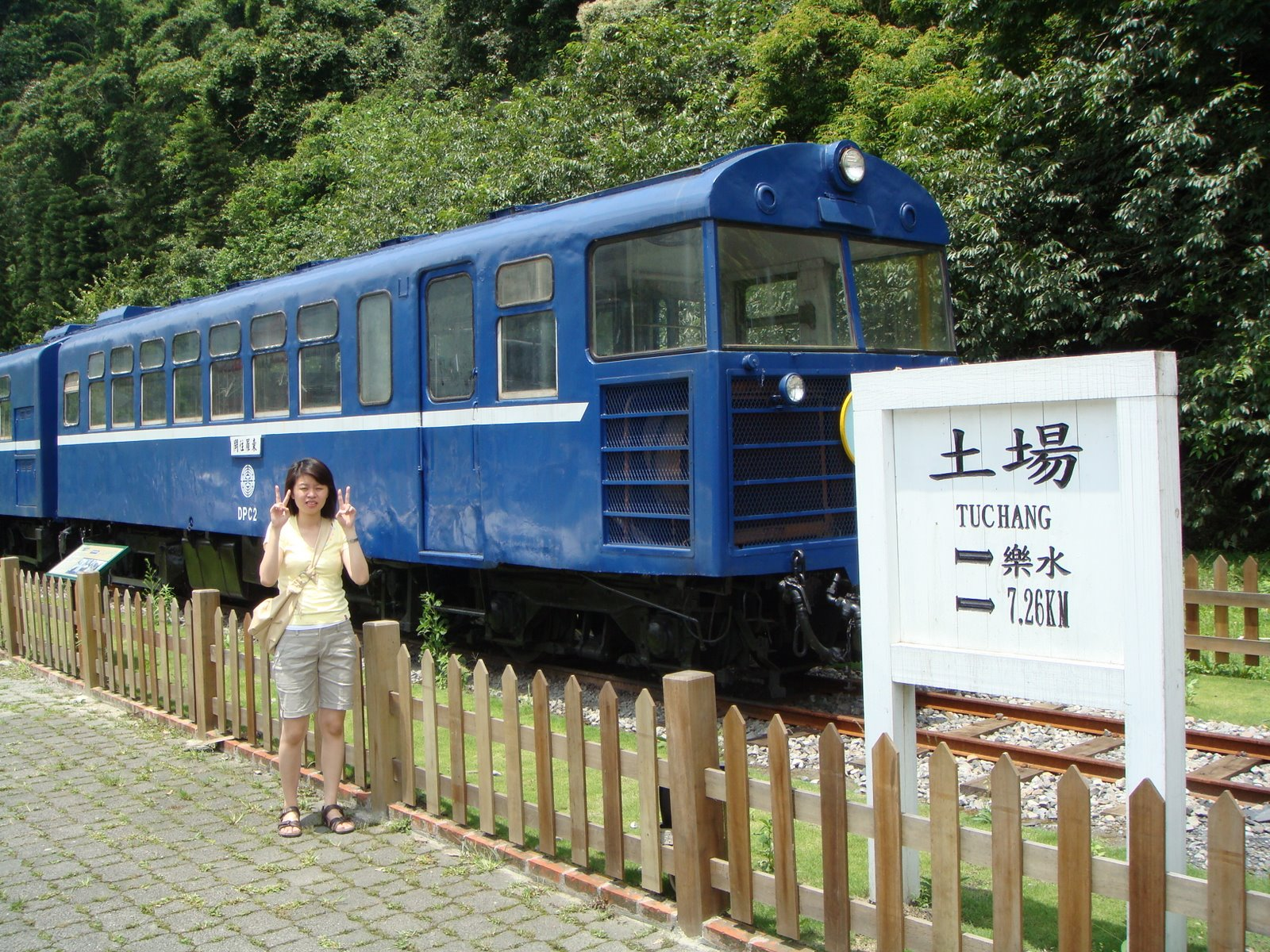
羅東森林鐵路的中華號，為阿里山森林鐵路的中興號變更塗裝而成

該路線於1924年1月27日全線通車。初期僅有辦理貨運業務，1926年5月起始提供客運服務，設有十個車站。1970年又於羅東車站北側增設林鐵羅東站。1971年引進中華號列車，以進一步提升客運品質。然而，1976年後林場產出下降，客運方面日漸不敵公路客運，加上本線許多路段緣溪而建、易受洪水破壞。在種種因素之下，於1979年8月1日結束營運，共歷時56年。

## 保存現況

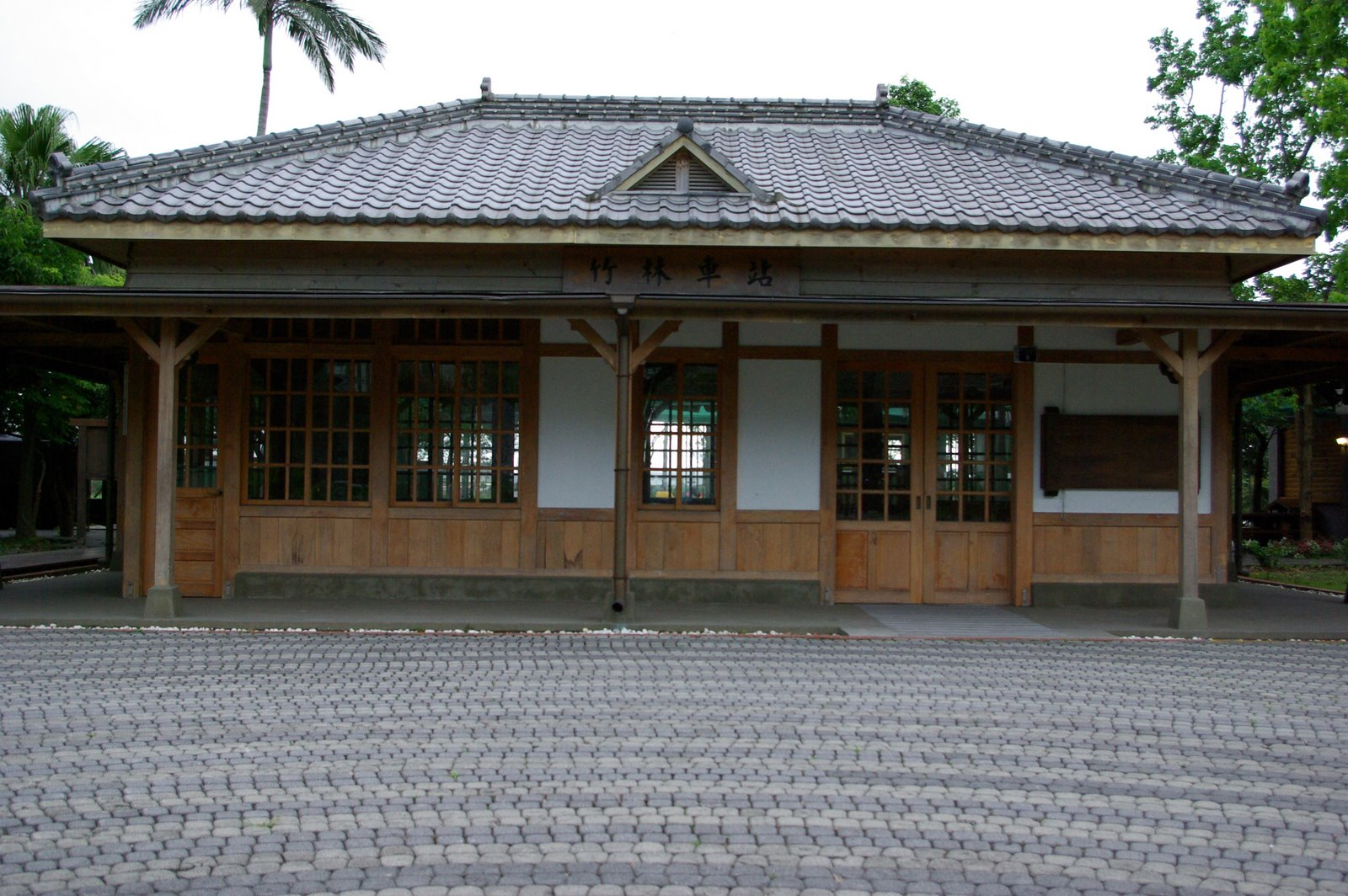
竹林車站站房

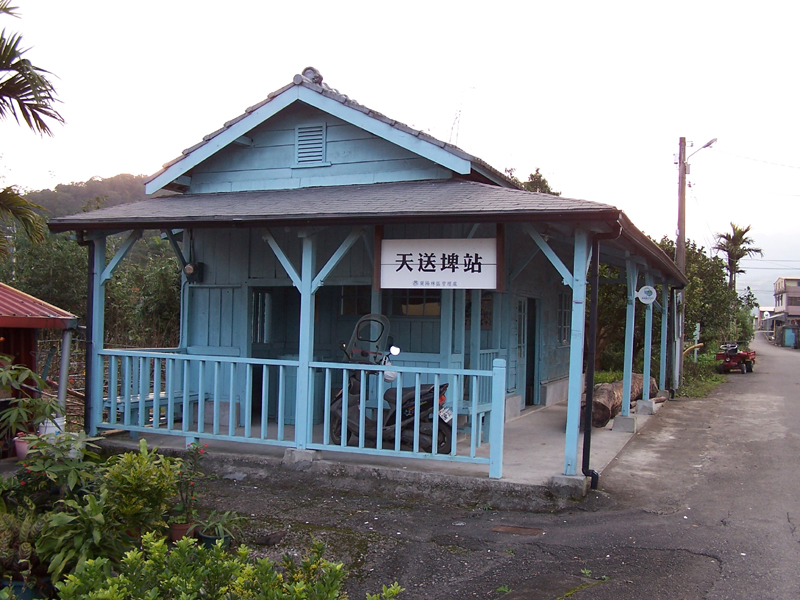
天送埤車站站房

竹林車站、大洲車站、天送埤車站、牛鬥車站、樂水車站與土場車站等處仍有車站建物或相關設施。其中，竹林車站經整理後，與臨近的羅東林場合併設立羅東林業文化園區，為羅東熱門景點。
天送埤至土場間的路線基礎多留存至今，隧道、路堤及橋墩多仍可見。
2004年5月14日，宜蘭縣政府登錄太平山林鐵天送埤站為宜蘭縣歷史建築。2012年7月23日，宜蘭縣政府登錄羅東林鐵八號隧道為宜蘭縣歷史建築。
2012年5月19日，羅東林管處宣佈與宜蘭縣政府合作，規劃羅東林鐵羅東車站～竹林～三星～天送埤段復駛。

### 文化資產
- 太平山林鐵舊天送埤站：位於宜蘭縣三星鄉天福村， 天送埤市街北側附近，竣工於1924年。該站建築形式為地上一層之日式木結構建築，車站對面另有職員宿舍。[8]
- 羅東林鐵八號隧道：位於宜蘭縣大同鄉樂水村智腦部落西南方約350公尺處之蘭陽溪堤防旁， 為羅東森林鐵路十一座隧道中保存較為完好者，具歷史、產業文化與技術等價值。隧道內部有大葉鼻蝠棲息，鄰近有豐富的樹種與大量蝴蝶。[8]羅東林鐵八號隧道

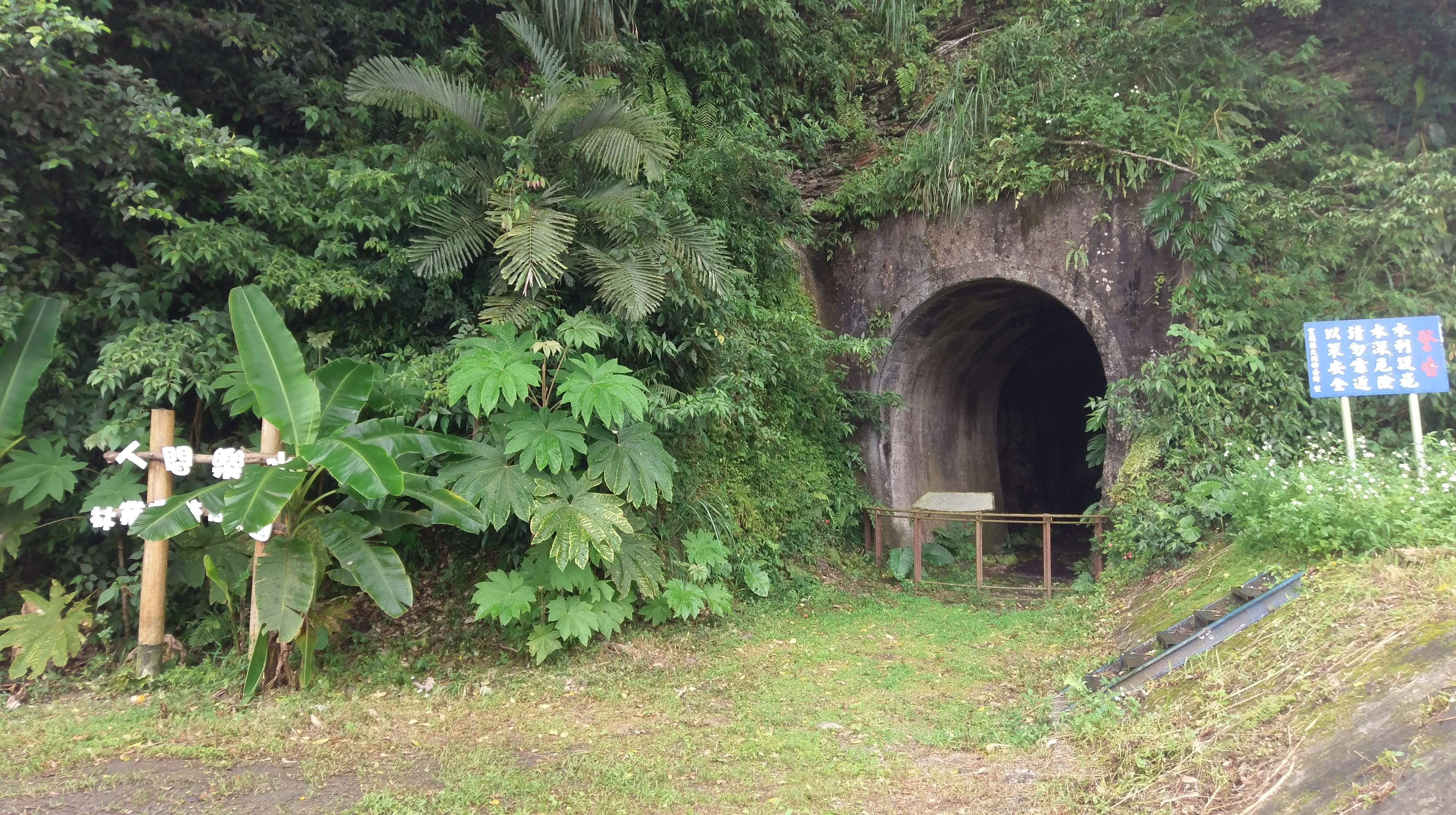
羅東林鐵八號隧道

- 羅東林區管理處舊檢車庫：建於1971年6月，日治時期原為木造一層樓建築物。[8]

## 車站一覽[9]
| 車站名稱 | 營業里程 竹林起 | 備註 |
| -------- | --------------- | --- |
| 竹林     | 0.0             | 1924年由羅東負責興建至竹林之路線。 1970年興建完成銜接台鐵羅東車站之路線。 今日車站被重建，變成羅東林業文化園區。 |
| 歪仔歪   | 3.07            | 天送埤站至本站，租用自台南製糖會社（今沖繩製糖）之鐵路。 車站已不存。                                            |
| 大洲     | 5.8             | 如今車站原址被重建。                                                                                             |
| 萬富     | 10.1            | 舊站名為二萬五，1954年改名。 車站原址重建                                                                        |
| 三星     | 14.5            | 舊站名為叭哩沙，1920年改名。 車站已不存，但仍有告示牌。                                                          |
| 天送埤   | 17.9            | 土場站至本站由台灣電氣興業株式會社出資興築，1921年完成。 如今木造舊車站被保存，還有轉車台、加水塔等。            |
| 清水湖   | 21.5            | 舊站名為清水，但因與臺鐵西部幹線海線的清水車站重名，1953年改名。 車站已不存，仍存告示牌。                        |
| 牛鬥     | 24.0            | 山地管制站，以前火車在此站辦入山證。 如今車站被保存。                                                            |
| 樂水     | 31.3            | 原站名為濁水，但因與臺鐵車站重名，1953年改名為瑪崙，最終改為樂水。 如今車站被保存。                              |
| 土場     | 35.8            | 平地段鐵路終點，索道與鳩之澤鐵道起點。 如今舊車站被保存。而且加入許多珍貴的老火車如中華號等展示。                |

### 未來發展
林鐵復甦計畫:
宜蘭縣政府已於民國111年（2022年）4月19日完成研究案報告書，提報交通部辦理審查；規劃路線分為主線與支線，主線有都會歷史段，從羅東車站經羅東林業文化園區到中興文創，全長2.65公里。田園景觀段從中興文創至天送埤，全長15.30公里。山城部落生態運輸段，從天送埤至土場，全長18.47公里。支線則是天長地久段，從天送埤經長埤湖到清水地熱，全長10.67公里。
縣府指出，參考過往鐵路工程建設經驗，考量路線行經二結聯絡道推動期程，以及工程難易度等，全案後續推動期程約需10年（預計自民國111年12月可行性研究行政院通過起，至民國122年1月林鐵全線通車）。
縣府指出，由於興建經費龐大且推動期程甚長，參考阿里山林鐵經驗，採公辦公營方式興辦營運較佳，且分期、分階段完工通車，建議都會歷史段及支線天長地久段列為第一階段通車路段，可分別民國119年1月及民國119年7月通車。
至於山地線，從土場站到太平山，這部分已編列1050萬元經費，正在辦理可行性研究評估。

## 外部連結
- 文化部文化資產局《羅東林鐵八號隧道 》
- 林清池，林務局太平山工作站主任《太平山林業開發史》吳三連台灣史料基金會 （页面存档备份，存于）
- 大同鄉公所
- 《蘭陽溪流域圖支流分布表》 （页面存档备份，存于）